# サウンドファクトリー
株式会社サウンドファクトリーは、浜松市中央区に存在する休眠会社である。音楽制作を主力事業とする。登記上の社名表記は株式会社サウンドフアクトリー。

## 概要
BGM、ジングル向けの短い曲、効果音を主に制作していた企業である。
制作された作品は、利用目的にあわせてCD化し販売していた。なお一音源（1曲ごと）を販売することは行っておらず、CD1枚単位での販売になる。CDは「音楽CD」だけでなく、編集利用を前提にしたMP3形式やWAV形式で収録された「データCD」として販売しているものもある。同社のCD化音源は同社の作曲・製作であり、CD購入後は使用のつど日本音楽著作権協会（JASRAC）への音楽使用の届出や音楽使用料を支払うことなく同社が定めた範囲内で編集・商用利用を含めて自由に使用することができる。
2011年12月に代表の病死に伴い、事実上解散。会社は休眠し登記上存続しているが、商品の直販はすべて終了し、現在は代表の遺族の協力の下で他者から再販されている。
SF-1（遊園地のある駅）　発車メロディとしては現在は不使用。かつては大崎駅、品川駅、日暮里駅で使用されていた。
SF2　STUDIO COM製のジングルを発車メロディー用に独自にアレンジされたと思われる。かつては金町駅で使用されていた。
SF-3（教会の見える駅）　発車メロディとして秋葉原駅などで使用。かつては大崎駅、南流山駅、三河島駅などで使用されていた。
SF-4（海の駅）　軽井沢駅の接近メロディとして使用。発車メロディとしては現在は不使用。かつては大崎駅、品川駅で使用されていた。
SF10-31　発車メロディとして辰野駅で短縮Verのみ使用。かつては柏駅・松戸駅で使用されていた。
SF10-38　発車メロディとしては現在は不使用。かつては発車メロディとして大崎駅、取手駅で使用されていた。
SF10-43　発車メロディとしては現在は不使用。かつては柏駅、武蔵小杉駅で使用されていた。
SF10-60（チャイム）　ちびっこ電車ドアが開きま〜すを起動させると聞くことができる。かつては発車メロディとして品川駅、橋本駅、淵野辺駅で使用されていた。
SF10-68　発車メロディとして品川駅で使用。かつては松戸駅で使用されていた。
SF22-14　南流山駅の発車メロディとして使用。かつては松戸駅でも使用されていた。テレフォンショッピングのオープニングのような曲調から、「松戸テレフォンショッピング」という愛称で親しまれている。
SF22-29　発車メロディとしては現在は不使用。かつては柏駅で使用されていた他、発車メロディー用に独自にアレンジされたと思われるロングバージョンが金町駅で使われていた。
SF22-43　原曲がフローラ88で使用されていたが、閉店に伴い聞くことはできなくなった。現在は愛知環状鉄道の岡崎駅で短縮早回しのバージョンを接近メロディとして聞くことができる。
SF-12(春Newver)　発車メロディとして日暮里駅、天王台駅などで使用。かつては南流山駅、水道橋駅、神田駅で使用されていた。